# Мара-Марчано (Напуљ)
Мара-Марчано је насеље у Италији у округу Напуљ, региону Кампанија.
Према процени из 2011. у насељу је живело 315 становника. Насеље се налази на надморској висини од 117 м.